# Adansonia fony var. rubrostipa
Adansonia fony var. rubrostipa es una de las ocho especies del género Adansonia, perteneciente a la familia Malvaceae.  Es originario del oeste de Madagascar y se produce en los bosques secos.

## Distribución y hábitat
Crece en el oeste y al sur de Madagascar, en terrenos arenosos o arcillosos. Es el más pequeño de los baobabs de Madagascar, de 4 a 5 m de altura, aunque pueden encontrarse ejemplares de hasta 20 metros de altura. Son gruesos y se estrechan antes de las ramas, dándoles una forma de botella muy especial. La corteza es marrón rojiza. Las hojas son cerradas. Es una importante fuente de alimentación para los lémures.

## Taxonomía
Adansonia fony var. rubrostipa fue descrita por Jum. & H.Perrier y publicado en Adansonia 11: 251. 1876.
Etimología
Adansonia: nombre científico que honra al sabio francés de origen escocés que describió por primera vez a éste árbol, Michel Adanson (1737-1806), y deriva directamente de su apellido.
fony: epíteto
rubrostipa: epíteto
Sinonimia
- Adansonia rubrostipa Baill.[2]